# Анатолівка (Березівський район)
Анато́лівка — село Розквітівської сільської громади у Березівському районі Одеської області в Україні. Населення становить 581 особу.

## Історія
Село було засноване в 1822 році таємним радником Миколою Демидовим й отримало назву на честь його сина — Анатолія Демидова. На початках його було заселено селянами-кріпаками з маєтків Демидова в Рязанській і Тамбовській губерніях.
Станом на 1886 рік в селі Демидівської волості Тираспольського повіту Херсонської губернії мешкало 303 особи, налічувалось 58 дворових господарств, існувала земська станція.
Під час Голодомору 1932—1933 років померло щонайменше 4 жителі села.

## Населення
Згідно з переписом 1989 року населення села становило 620 осіб, з яких 277 чоловіків та 343 жінки.
За переписом населення 2001 року в селі мешкала 581 особа.

### Мова
Розподіл населення за рідною мовою за даними перепису 2001 року:
| Мова       | Відсоток |
| ---------- | -------- |
| російська  | 76,25 %  |
| українська | 22,55 %  |
| молдовська | 0,52 %   |
| білоруська | 0,17 %   |
| болгарська | 0,17 %   |

## Відомі мешканці

### Народились
- Зеркалова Дар'я Василівна — російська акторка. Народна артистка Росії.
- Савченко Борис Іванович (* 1938/1939) — радянський, український актор, кінорежисер. Заслужений діяч мистецтв України. Народний артист України.